# اصلاح دستمزد در اتحاد جماهیر شوروی، ۱۹۵۶–۱۹۶۲
در دوران حاکمیت نیکیتا خروشچف، به‌ویژه از سال ۱۹۵۶ تا ۱۹۶۲، اتحاد جماهیر شوروی سوسیالیستی کوشش کرد اصلاحات دستمزدی عمده‌ای را به مرحله اجرا درآورد تا کارگران صنعتی شوروی را از چارچوب فکری انباشتن بیش از حد سهمیه‌ها، که مشخصه اقتصاد شوروی در دوره استالینیستی قبل بود، دور کند و به سمت انگیزه‌های مالی کارآمدتر حرکت دهد.
در طول دوره استالینیستی، اکثر کارگران شوروی برای کار خود بر اساس سیستم نرخ مقاطعه‌ای دستمزد دریافت می‌کردند. بنا بر همین دستمزدهای فردی آن‌ها مستقیماً با میزان کاری که تولید می‌کردند، مرتبط بود. هدف این سیاست تشویق کارگران به زحمت و تلاش و در نتیجه افزایش تولید تا حد امکان بود. سیستم نرخ پیمانکاری منجر به رشد بوروکراسی و ناکارآمدی قابل توجهی در صنعت شوروی شد. علاوه بر این، مدیران کارخانه مکرراً سهمیه‌های تولید شخصی را که به کارگران داده می‌شد، دستکاری می‌کردند تا از پایین آمدن بیش از حد دستمزد کارگران جلوگیری کنند.
اصلاحات دستمزد به دنبال حذف این شیوه‌های دستمزدی و ارائه انگیزه مالی کارآمد به کارگران شوروی از طریق استانداردسازی دستمزدها و کاهش وابستگی به اضافه کاری یا پرداخت پاداش بود. با این همه، مدیران صنعتی اکثر اوقات مایل به انجام اقداماتی که به‌طور مؤثر دستمزد کارگران را کاهش می‌داد، نبودند و اغلب دستورالعمل‌های ارائه‌شده را نادیده گرفته و همچنان به کارگران اضافه‌کاری بالایی می‌دادند. مواد صنعتی غالباً با کمبود مواجه می‌شدند و تولید باید در سریع‌ترین زمان ممکن پس از در دسترس قرارگرفتن مواد انجام می‌شد؛ عملی که به نام «تلاطم» شناخته می‌شود. رواج تلاطم به این معنی بود که توانایی ارائه پرداخت پاداش برای فعالیت روزمره صنعت شوروی حیاتی بود و در نتیجه اصلاحات نتوانست سیستم کارآمدتری ایجاد کند.

## پیشینه

### نظام هسته
در طول دوران استالینیسم، اتحاد جماهیر شوروی سوسیالیستی در صدد بود تا از طریق افزایش تولید صنعتی به رشد اقتصادی دست یابد. در سال‌های ۱۹۲۷–۱۹۲۸، مجموع تولید کالاهای سرمایه‌ای شوروی به ۶ میلیارد روبل رسید و تا سال ۱۹۳۲، تولید سالانه به ۲۳٫۱ میلیارد روبل افزایش یافت. کارخانه‌ها و شرکت‌های صنعتی با تأکید شدید و به‌طور فعال بر تحقق بیش از حد اهداف تعیین‌شده به‌منظور تولید هر چه بیشتر تشویق شدند تا «به هر قیمتی به آن دست یابند.» به‌عنوان مثال، شعار اولین برنامه پنج ساله، «برنامه پنج ساله در چهار سال!»، از کارگران می‌خواست که اهداف دولت را یک سال زودتر از زمان برنامه‌ریزی‌شده محقق کنند.